# Ленинский сельсовет (Башкортостан)
Ленинский сельсовет — муниципальное образование в Куюргазинском районе Башкортостана.
Административный центр — село Бугульчан.

## История
Согласно Закону о границах, статусе и административных центрах муниципальных образований в Республике Башкортостан имеет статус сельского поселения.

## Население
| 2002  | 2009  | 2010 | 2012  | 2013 | 2014  | 2015 |
| ----- | ----- | ---- | ----- | ---- | ----- | ---- |
| 994   | ↗1004 | ↘983 | ↗1009 | ↘990 | ↗1001 | ↘991 |
| 2016  | 2017  | 2018 |       |      |       |      |
| ↗1016 | ↘981  | ↘964 |       |      |       |      |

## Состав сельского поселения
| № | Населённый пункт | Тип населённого пункта       | Население |
| - | ---------------- | ---------------------------- | --------- |
| 1 | Бугульчан        | село, административный центр | ↘582      |
| 2 | Мамбеткулово     | деревня                      | ↗175      |
| 3 | Бальза           | деревня                      | ↘142      |
| 4 | Ковалёвка        | деревня                      | ↘81       |
| 5 | Пчелка           | деревня                      | ↘2        |
| 6 | Анновка          | деревня                      | ↘1        |